# De Groene Ster (Leeuwarden)
De Groene Ster is een uitgestrekt recreatiegebied in de Nederlandse provincie Friesland aan de oostzijde van de stad Leeuwarden langs de zuidzijde van de N355. Het maakt ambtelijk gezien deel uit van de wijk Camminghaburen en omgeving. Het recreatiegebied is lokaal vooral bekend onder de naam De Kleine Wielen, naar het centraal gelegen meertje dat in verbinding staat met de (aan de overkant van de N355 gelegen) Groote Wielen.

## Omschrijving
Het recreatieterrein is in de jaren 1960 aangelegd rond De Kleine Wielen en is inmiddels meer dan 1000 hectare groot. Het bestaat, naast wat beschermd laagveen, grotendeels uit kunstmatige waterplassen, met rondom zonneweiden, strand en groenvoorziening. Het terrein wordt doorkruist met wandel- en fietspaden en is opgenomen in het fietsroutenetwerk van Noordoost-Friesland.
Binnen de grenzen van het terrein zijn verder te onderscheiden:
- Camping De Kleine Wielen
- Bungalowpark De Groene Ster
- Dierentuin Aqua Zoo Friesland
- Golfbaan van Golfclub De Groene Ster
- Midgetgolfbaan De Kleine Wielen
- Poldermolen de Himriksmole
- Het Strandje (naaktrecreatie)

## Festivalterrein
De Groene Ster is door gemeente Leeuwarden aangewezen als evenemententerrein. Er worden jaarlijks meerdaagse pop-en-dance-festivals gehouden zoals Promised Land, Welcome to The Village en Psy-Fi.